# Шепилівська сільська рада
| Шепилівська сільська рада — колишній орган місцевого самоврядування у Голованівському районі Кіровоградської області з адміністративним центром у с. Шепилове. Сільській раді підпорядковані населені пункти: - с. Шепилове - с. Олександрівка |

## Склад ради
Рада складається з 12 депутатів та голови.

### Керівний склад ради
| ПІБ                       | Основні відомості                                                                  | Дата обрання | Дата звільнення |
| ------------------------- | ---------------------------------------------------------------------------------- | ------------ | --------------- |
| Завальнюк Микола Якимович | Сільський голова, 1956 року народження, освіта, член Соціалістичної партії України | 26.03.2006   | 31.10.2010      |
| Завальнюк Микола Якимович | Сільський голова, 1956 року народження, освіта вища, член Партії регіонів          | 31.10.2010   |                 |

Примітка: таблиця складена за даними джерела

## Населення
Згідно з переписом УРСР 1989 року чисельність наявного населення сільської ради становила 932 особи, з яких 401 чоловік та 531 жінка.
За переписом населення України 2001 року в сільській раді мешкали 843 особи.

### Мова
Розподіл населення за рідною мовою за даними перепису 2001 року:
| Мова       | Відсоток |
| ---------- | -------- |
| українська | 97,75 %  |
| російська  | 1,54 %   |
| молдовська | 0,36 %   |
| вірменська | 0,24 %   |
| білоруська | 0,12 %   |